# Christian Schwerin
Christian Schwerin (* 4. Juni 1989 in Stralsund) ist ein ehemaliger deutscher Handballspieler.

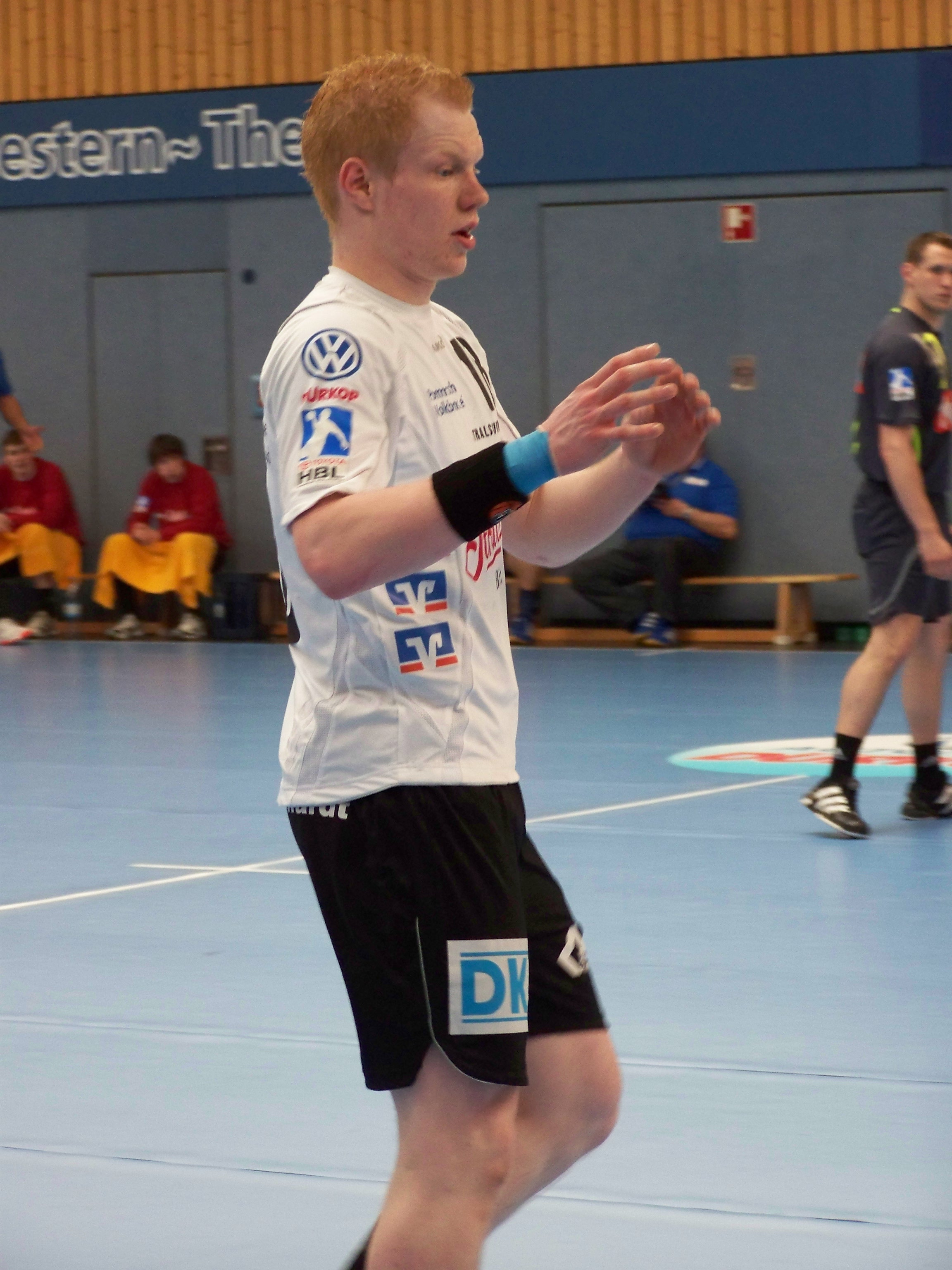
Christian Schwerin (2009)

Der 1,85 Meter große Spieler begann 2005 in der B-Jugend seines Vereins, des Stralsunder HV. Ab der Saison 2007/08 spielte er für den Stralsunder HV auf der Position Rückraum links. In der Saison 2008/09 spielte er mit Stralsund in der Handball-Bundesliga. Er besaß ein Zweitspielrecht für Einsätze beim HSV Peenetal Loitz, für den er in der Regionalliga-Saison 2008/09 29 Tore warf.
Ab Sommer 2009 spielte er für die U23-Mannschaft des HSV Hamburg. Zur Saison 2010/2011 kehrte Christian Schwerin zum Stralsunder HV, der nunmehr in der 3. Liga antrat, zurück. Zur Spielzeit 2013/2014 wechselte Christian Schwerin wieder zum HSV Peenetal Loitz, und von dort zur Spielzeit 2015/2016 zum SV Fortuna ’50 Neubrandenburg. 2017 wechselte er aus Neubrandenburg wieder zum Stralsunder HV.
Beim Stralsunder HV trainierte er im Jahr 2010 die 1. und 2. E-Jugend-Mannschaft.
Er absolvierte eine Ausbildung zum Bürokaufmann.